# Page Kennedy
Page Kennedy (n. Detroit, Míchigan, Estados Unidos, 23 de noviembre de 1976) es un actor y rapero estadounidense, conocido por su papel de Randon Randell en la serie de Spike TV Blue Mountain State.

## Polémica
Fue llamado para interpretar al oscuro personaje de Caleb Appelwhite en Desperate Housewives, pero el actor tuvo problemas con el resto del elenco; decidieron sacarlo y poner en su lugar a Nashan Kearse.

## Filmografía

### Film
| Año  | Título                                    | Personaje            | Notas        |
| ---- | ----------------------------------------- | -------------------- | ------------ |
| 2003 | S.W.A.T.                                  | Travis               |              |
| 2003 | Leprechaun: Back 2 tha Hood               | Jamie Davis          | Video        |
| 2005 | Shackles                                  | Page                 | Video        |
| 2005 | In the Mix                                | Twizzie              |              |
| 2007 | 4 Life                                    | Sam                  | Video        |
| 2009 | Dough Boys                                | Aub                  |              |
| 2009 | Dance Flick                               | Guardia de seguridad |              |
| 2009 | A Day in the Life                         | Ali                  |              |
| 2009 | Janky Promoters                           | DJ Local             |              |
| 2009 | See Dick Run                              | Craig                |              |
| 2012 | Freaky Deaky                              | Reservador           |              |
| 2013 | Movie Date                                | Novio celoso         | Corto        |
| 2014 | The Divorce Party                         | Casero               |              |
| 2015 | Bad Roomies                               | Bud                  |              |
| 2016 | Blue Mountain State: The Rise of Thadland | Radon Randell        |              |
| 2016 | FML                                       | Lou                  |              |
| 2018 | The Meg                                   | DJ                   |              |
| 2019 | Same Difference                           | Steve                |              |
| 2020 | Enjoy the Disco                           | Bailarín             | Corto        |
| 2022 | Hip Hop Family Christmas Wedding          | El mismo             | Film para TV |
| 2023 | Meg 2: The Trench                         | DJ                   |              |
| 2023 | Roberta's Rules                           | Casey Washington     | Corto        |
| TBA  | Code 3                                    | Oficial Taggert      |              |

### Televisión
| Año     | Título                         | Personaje                          | Notas                                                                     |
| ------- | ------------------------------ | ---------------------------------- | ------------------------------------------------------------------------- |
| 2002    | Six Feet Under                 | Josh Langmead                      | Episodio: "Out, Out, Brief Candle"                                        |
| 2002    | Philly                         | Davey Mink                         | Episodio: "San Diego Padre"                                               |
| 2002    | The Shield                     | Lamar Tilton                       | Episodio: "Pilot" & "Cupid & Psycho"                                      |
| 2003    | NYPD Blue                      | Corey Mack                         | Episodio: "Shear Stupidity"                                               |
| 2004    | 10-8: Officers on Duty         | Trent Osbourne                     | Episodio: "Love Don't Love Nobody"                                        |
| 2004    | Medical Investigation          | Gordon Kraft                       | Episodio: "Team"                                                          |
| 2005    | Blind Justice                  | Mike Dawson                        | Episodio: "Under the Gun"                                                 |
| 2005    | Love, Inc.                     | Jeff                               | Episodio: "Pilot"                                                         |
| 2005    | Desperate Housewives           | Caleb Applewhite                   | Recurrente: Temporada 2                                                   |
| 2005–06 | Barbershop                     | Big Trickey                        | Recurrente                                                                |
| 2006    | Pepper Dennis                  | Ron Ashmore                        | Episodio: "Pilot"                                                         |
| 2006    | CSI: Crime Scene Investigation | Jessie "Dollar" Cleveland          | Episodio: "Poppin' Tags"                                                  |
| 2006    | Boston Legal                   | Dennis Pryor                       | Episodio: "Race Ipsa"                                                     |
| 2006–07 | Weeds                          | Louis "U-Turn" Wardell             | Invitado temporada 2, Protagónico temporada 3                             |
| 2007    | CSI: Miami                     | Ron Cramer                         | Episodio: "Burned"                                                        |
| 2007    | My Name Is Earl                | Jamal                              | Episodio: "The Gangs of Camden County"                                    |
| 2008    | Raising the Bar                | Sherron Nettles                    | Episodio: "Hang Time"                                                     |
| 2008    | Cold Case                      | Michael 'Beamer' Hyacinth '08      | Episodio: "Triple Threat"                                                 |
| 2010    | Justified                      | Curtis Mims                        | Episodio: "Fixer"                                                         |
| 2010    | Bones                          | Stewart Bonder                     | Episodio: "The Bones on the Blue Line"                                    |
| 2010–11 | Blue Mountain State            | Radon Randell                      | Protagónico: Temporada 2                                                  |
| 2011    | The Closer                     | DeAndre Harmon                     | Episodio: "Unknown Trouble"                                               |
| 2012    | The Game                       | Jamel                              | Episodio: "There's No Place Like Home"                                    |
| 2012    | Puppet Cop                     | Profesor de la academia de policía | Episodio: "Episode #1.3"                                                  |
| 2013    | Robot Chicken                  | Kirby/Cal Zapata (voz)             | Episodio: "Choked on a Bottle Cap"                                        |
| 2013    | Legit                          | Machete                            | Episodio: "Justice"                                                       |
| 2013    | Second Generation Wayans       | William Stokes                     | Episodio: "Independence Day"                                              |
| 2013    | Southland                      | Katrell                            | Episodio: "Babel"                                                         |
| 2014    | Chosen                         | Andre                              | Episodio: "Downward Spiral"                                               |
| 2014    | Bad Teacher                    | Entrenador Ed                      | Episodio: "Found Money"                                                   |
| 2015    | The Soul Man                   | Jameel                             | Episodio: "Oh Snow You Didn't"                                            |
| 2015    | Backstrom                      | Oficial Frank Moto                 | Protagónico                                                               |
| 2015    | Booze Lightyear                | Invitado                           | Episodio: "The News on Drugs"                                             |
| 2016    | Rush Hour                      | Gerald Page                        | Protagónico                                                               |
| 2018    | Unsolved                       | Corey Edwards                      | Recurrente                                                                |
| 2019    | Angel City Heroes              | Gerald                             | Episodio: "Down but not out"                                              |
| 2021–23 | The Upshaws                    | Duck                               | Protagónico: Temporada 1, Recurrinte Temporada 2-3, Invitado; temporada 4 |
| 2023    | Snowfall                       | Percy                              | Episodio: "Concrete Jungle"                                               |

### Videojuegos
| Año  | Título                                          | Personaje                |
| ---- | ----------------------------------------------- | ------------------------ |
| 2006 | 24: The Game                                    | Voces adicionales        |
| 2006 | Marc Ecko's Getting Up: Contents Under Pressure | Cuda The Ferocious (voz) |
| 2023 | Starfield                                       | Chanda Banda (voz)       |

### Series web
| Año     | Título                        | Personaje | Notas          |
| ------- | ----------------------------- | --------- | -------------- |
| 2013    | "Thrift Shop" PARODY          | Wanz      | Actor corporal |
| 2013    | "Blurred Lines" PARODY        | T.I.      | Voz            |
| 2016–17 | Rhett and Link's Buddy System | Maxwell   | Protagónico    |